# Kansai Yamamoto
Kansai Yamamoto (山本 寛斎, Yamamoto Kansai, 8 februari 1944 - 21 juli 2020) was een invloedrijke Japanse modeontwerper, die bekend stond om zijn uitbundige creaties.

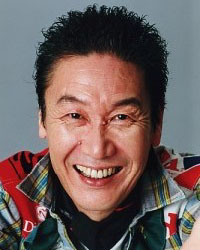
Yamamoto Kansai

## Vroege leven en carrière
Kansai werd geboren in 1944 in Yokohama, Japan. Hij richtte zich eerst op een studie civiele techniek en studeerde Engels aan de Nippon Universiteit, tot hij in 1965 besloot zich volledig op mode te concentreren en stopte met zijn studie. Hij werkte als leerling bij ateliers van ontwerpers Junko Koshino en Hisashi Hosono, terwijl hij zichzelf mode leerde. In 1967 won hij de Soen-prijs van de Bunka Fashion College. Yamamoto's werk vertoonde een esthetiek van "wilde maximalisme". Het is beschreven als "transgressieve overdaad" wat werd gezien als het tegenovergestelde van het concept van wabi-sabi.
Yamamoto stond bekend om zijn opvallende avant-garde kledingstukken die de gendernormen tartten en voorzien waren van opvallende kleuren en patronen. Hij werd populair door zijn internationale shows in de jaren 1970 en door zijn samenwerking met David Bowie, waarbij hij een reeks outfits maakte voor Ziggy Stardust, het alter ego van de artiest. "Ik vond Davids esthetiek en interesse in het overschrijden van gendergrenzen verbluffend mooi," vertelde hij website The Cut in 2018. Yamamoto's ontwerpen bevatten vaak elementen uit de Japanse cultuur zo kleedde hij Bowie in een cape bedekt met Japanse kanji. 

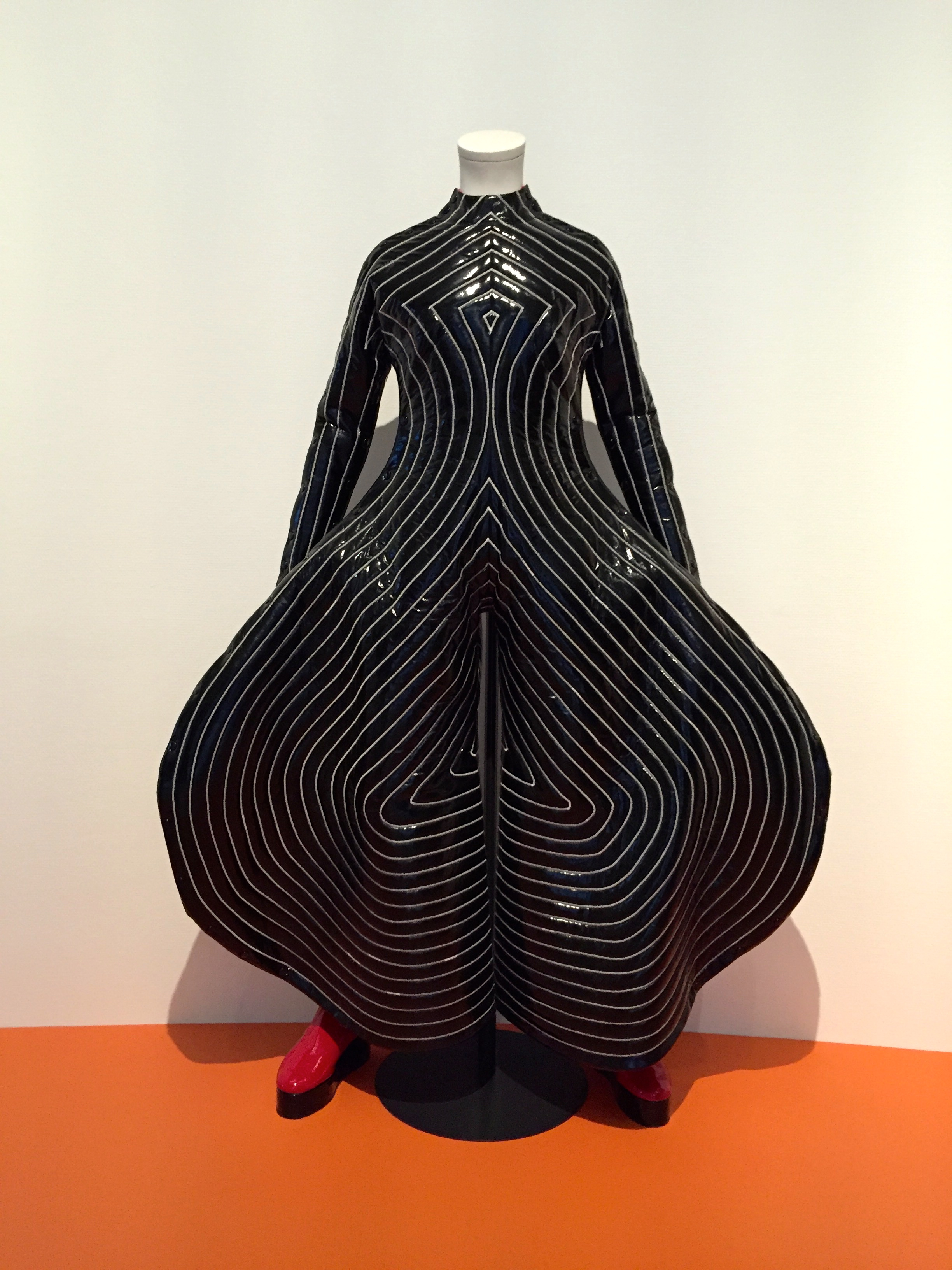

In 1971 opende hij zijn eigen bedrijf, Yamamoto Kansai Company, Ltd., in Tokyo. Zijn eerste collectie debuteerde datzelfde jaar in Londen en de Verenigde Staten bij Hess's Department Store in Allentown, Pennsylvania, dat bekend stond om vele avant-gardistische collecties. Hij was de eerste Japanse ontwerper die een show had in Londen. Kansai werd beroemd om zijn androgyne en futuristische podiumkostuums. Zijn debuut in Parijs in 1975 werd gevolgd door de opening van zijn Kansai Boutique in 1977. Hij ontving de Tokyo Fashion Editors-prijs in 1977. Hij presenteerde zijn laatste collectie voor herfst/winter 1992, maar bleef zijn naam lenen aan gelicentieerde producten, variërend van brillen tot tafelgerei. Na die tijd begon hij een carrière als evenementenproducent, met name voor evenementen die hij "Super Shows" noemde.

## Tentoonstelling
In 1999 organiseerde Yamamoto een modeprogramma onder de hoede van het India-Japan Mixed Cultural Cooperation Committee. In 2008 werd een tentoonstelling genaamd "Netsuki Shinten: Kansai Genki Shugi" (of "Passionate Exhibit: The Energy Principle of Kansai") gehouden in het Edo-Tokyo Museum. In 2009 werd er een belangrijke retrospectieve van Yamamoto's werk tentoongesteld in het Philadelphia Museum of Art. Yamamoto ontwierp de Skyliner-trein, onthuld in 2010, die Japan's Narita Airport verbindt met centraal Tokio. In juli 2013 keerde hij terug naar de modewereld met een show tijdens het 19e New Britain Mask Festival in Kokopo, Papoea-Nieuw-Guinea. Hetzelfde jaar hield hij een kleinschalige modeshow in Tokio en een reeks live modeshows in het Victoria & Albert Museum. In 2018 werkten Yamamoto en Louis Vuitton samen om klassieke Japanse kunst- en Kabuki-geïnspireerde patronen en prints te creëren voor LV's Resort 2018-collectie.

## Overlijden
Op 21 juli 2020 overleed Yamamoto op 76-jarige leeftijd aan acute myeloïde leukemie, waar hij aan leed sinds maart 2020. Zijn overlijden werd gemeld door zijn dochter, de actrice Mirai Yamamoto, via haar Instagram-account, en later ook via het officiële account van Kansai.